# Touch of Evil
Touch of Evil is een Amerikaanse film noir uit 1958, geschreven en geregisseerd door Orson Welles, die ook zelf als acteur in de film meespeelde.
Paul Monash en Franklin Coen schreven ook scènes voor de film. Het scenario was losjes gebaseerd op de roman Badge of Evil van Whit Masterson. De rolbezetting bestaat uit Charlton Heston, Janet Leigh, Joseph Calleia, Akim Tamiroff en Marlene Dietrich. Touch of Evil is een van de laatste voorbeelden uit de klassieke film noir-periode in de jaren veertig en vijftig van de twintigste eeuw en is toegevoegd aan het National Film Registry.

## Verhaal
De hele film speelt zich af binnen een tijdspanne van 24 uur. Het verhaal begint 's nachts, loopt verder gedurende de dag en eindigt de daaropvolgende nacht. Een bijzondere kunstgreep die Orson Welles toepast, is het koppelen van een muzieksoort aan elk apart personage, zodat wanneer de muziek weerklinkt, de toeschouwer meteen weet wie in de scène optreedt. Zo krijgt Marlène Dietrich in haar rol van bordeelhoudster bijvoorbeeld een jengelende pianola als achtergrondmuziekje mee. Regisseur Orson Welles trekt hier alle registers van de film noir-technieken open zoals onevenwichtige kadreringen, felle clair-obscur en lange schaduwen die de dreigende sfeer en het karakter van de personages effectief suggereren. De openingsscène van de film is beroemd geworden door één lang aangehouden tracking shot, waarbij de camera eerst uit de hand wordt bediend en daarna op sporen staat en de actie volgt.

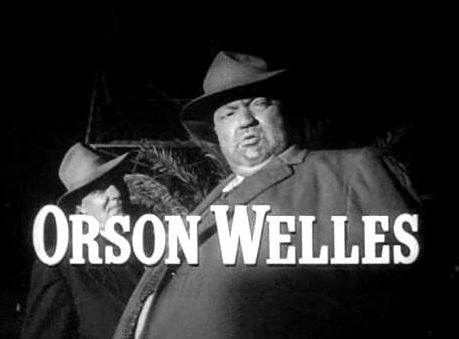
Orson Welles als Hank Quinlan in Touch of Evil

Terwijl ze op weg naar de Verenigde Staten de grens van Mexico oversteken, worden Linnekar, een Amerikaans zakenman en een hem vergezellende stripper gedood door een ontploffende autobom. Omdat de bom in Mexico werd geplaatst, onderzoekt de Mexicaanse narcotica-agent Mike Vargas, gespeeld door Charlton Heston, de zaak. Hij wordt daarbij geassisteerd door de corrupte Amerikaanse politieagent Hank Quinlan (Orson Welles). Mike's vrouw Susie (Janet Leigh) wordt intussen bedreigd door dezelfde leden van de misdaadclan waar Mike naar op zoek is. Susan besluit om Mike naar de V.S. te vergezellen om de zaak mee te onderzoeken; 'Uncle Joe Grande' komt hen echter achterna. Quinlan deinst er niet voor terug om een door hem uitgezochte 'verdachte' voor de moord te laten opdraaien, een werknemer die door de vermoorde zakenman was  ontslagen. Vargas blijft echter niet bij de pakken neerzitten als hij doorheeft dat Quinlan bewijzen heeft gefabriceerd.

## Rolverdeling
| Acteur             | Personage                  |
| ------------------ | -------------------------- |
| Charlton Heston    | Ramon Miguel «Mike» Vargas |
| Janet Leigh        | Susan Vargas               |
| Orson Welles       | Hank Quinlan               |
| Joseph Calleia     | Pete Menzies               |
| Akim Tamiroff      | «uncle Joe» Grandi         |
| Valentin De Vargas | Pancho                     |
| Dennis Weaver      | nachtwaker                 |
| Marlene Dietrich   | Tana, bordeelhoudster      |
| Joseph Cotten      | wetsdokter                 |
| Zsa Zsa Gábor      | eigenaar van een stripclub |

## Achtergrond

### Geschiedenis
Er zijn verschillende verhalen over hoe Welles als regisseur betrokken raakte bij Touch of Evil.
Volgens Charlton Heston was Welles oorspronkelijk enkel ingehuurd als acteur. Universal wilde verder Heston de hoofdrol geven. Toen Heston ontdekte dat Welles ook in de film meespeelde, gaf hij aan dat hij de hoofdrol op zich zou nemen als Welles zou regisseren. Een ander verhaal is dat Welles vlak voor de productie van Touch of Evil samen had gewerkt met producer Albert Zugsmith aan een film, genaamd Man in the Shadow. Hierdoor had Welles interesse gekregen in het regisseren van een filmproject voor Zugsmith. Zugsmith gaf hem hiervoor het scenario met de titel Badge of Evil, gebaseerd op een verhaal van Whit Masterson. Welles herschreef dit tot Touch of Evil.
Een aantal noemenswaardige acteurs hebben bijrollen in de film, onder wie Dennis Weaver (die Welles nog kende van Gunsmoke), Zsa Zsa Gábor, Joseph Calleia (een oude vriend van Welles) en Marlene Dietrich.
Ten tijde van de productie stond Welles' carrière in Hollywood op een laag pitje, en Welles hoopte dat Touch of Evil hier verandering in kon brengen. Hij voltooide de productie op tijd en leverde zijn versie af bij Universal. Universal International pictures liet de film echter hermonteren en deels opnieuw opnemen, waardoor de uiteindelijk uitgebrachte versie niet langer de film was zoals Welles die in gedachten had. De film werd uitgebracht als een B-film, tezamen met The Female Animal.
In Europa had Touch of Evil meer succes dan in Amerika. In 1993 werd de film opgenomen in het National Film Registry. De film staat op de 64e plaats van American Film Institute's 100 Years, 100 Thrills.

### Versies
Er bestaan drie versies van de film:
1. de originele versie uit 1958;
2. een langere versie uit 1976;
3. een versie uit 1998, waarin aan de hand van aantekeningen van Welles geprobeerd is de film zo goed mogelijk te herstellen naar wat Welles in gedachten had.

De versie die Welles oorspronkelijk afleverde bij Universal bestaat niet meer. De versie uit 1976 werd door Universal uitgebracht toen in hun filmarchieven een 108 minuten durende versie van de film werd teruggevonden, en de werken van Welles nog altijd succesvol bleken bij een groot publiek.

## Prijzen en nominaties
- In 1998 won Rick Schmidlin voor zijn herbewerkte versie van Touch of Evil een Special Award van de New York Film Critics Circle Awards.
- In 1999 won de film de Historical Shot van de Society of Camera Operators.